# Милоје Павловић
Милоје Павловић (Горње Јарушице, код Раче, 28. новембар 1887 — Крагујевац, 21. октобар 1941) био је истакнути крагујевачки интелектуалац, учесник Балканских и Првог светског рата, директор Женске учитељске школе у Крагујевцу који је убијен приликом масовног стрељања грађана и народни херој Југославије.

## Биографија
Рођен је 28. новембра 1887. у селу Горње Јарушице, од оца Александра и мајке Катарине. Основну школу је завршио у родном селу, а потом гимназију у Крагујевцу. Студије српског језика и књижевности на Филозофском факулету уписао је 1912, а Правни факултет 1925. на Универзитету у Београду. Похађао је предавања Јована Скерлића, Александра Белића и Богдана Поповића. Скерлић му је нудио да буде асистент на факултету, али је он то одбио. Показивао је посебно интересовање за проучавање прошлости. Добровољно је учествовао у Првом и Другом балканском рату, током 1912. и 1913. године. Прошао је кроз битке за ослобођење Косова и Метохије, као и битке на Куманову и Брегалници.

### Професорска каријера и друштвени живот
Указом од 24. маја 1913. постављен је за суплента у Првој мушкој гимназији у Крагујевцу, али је његов даљи рад прекинуло избијање Првог светског рата. Налазио се на челу Коњичког пука, са којим је 1916. пребачен на Крф. Учествовао је у пробоју Солунског фронта 1918. године. Након демобилизације, вратио се у Крагујевац, где је наставио са радом у Првој крагујевачкој гимназији. Професорски испит положио је 13. маја 1921. године. Био је истакнути и угледни друштвени радник, дугогодишњи старешина Соколске жупе Крагујевац, председник Народног универзитета у Крагујевцу, Француског клуба и других организација. У Југословенској војсци имао је чин резервног коњичког потпуковника.
У међуратном периоду утицао је на васпитање многих генерација крагујевачких ученика преко Народног универзитета, чији је председник био у периоду од 1922. до 1929 године. С трибина овог универзитета чула су се многа предавања из разних области, у најуспешније акције убраја се организовање изложбе аматерских сликара Ивана Генералића, Фрање Мраза и других представника хлебинске школе. У време Шестојануарске диктатуре краља Александра Карађорђевића Народни универзитет је морао да обустави рад, а Павловић је по казни премештен у Ваљево, где је био директор Ваљевске гимназије. На овој позицији остао је до 1932, када се вратио у Крагујевац и постао директор Женске учитељске школе.
Био је председник Одбора за подизање Споменика палим Шумадинцима у Крагујевцу, члан Управе резервних официра и других друштвених организација. Залагао се за иновације у настави, увођење нових метода и облика, био је присталица развијања пуних активности ученика, залагао се за примену дијалошке методе, очигледности у настави, за неговање телесног васпитања и др. Био је против употреба физичких казни, залагао се да ученици сами преузимају одговорност за њихова дела. Врло активно је писао за часописе — Мисао, Венац, Гласник професорског друштва, Војни весник, Учитељска искра, Књижевни север, а уређивао је и лист Полет.
У својој средини био је познат као доследан демократа, патриота, храбар и необично скроман човек. Његова демократска схватања и хуманизам били су нераздвојни део његове личности. За време службовања у Учитељској школи у неколико махова се отворено и одлучно супротставио одлуци полиције да надзире школе и ученике. Градска полицијска управа била је принуђена да се повуче, јер је Павловић био ауторитативан и цењен грађанин, кога је подржавало јако демократско јавно мњење у граду. Као јавно експонирани антифашиста, говорио је на протестним зборовима 25. и 27. марта 1941, против приступања Краљевине Југославије Тројном пакту.

### Крагујевачки масакр 1941.
Након окупације Југославије, од стране Сила Осовине, 1941. Немци и љотићевци су га оптуживали да је симаптизер комунизма и одгајивач генерација комуниста. Напада на њега понављали су поводом сваке антиокупатрске акције, у којој су учествовали ђаци његове школе. Приликом велике рације у Крагујевцу, ујутро 20. октобра 1941. у Учтељској школи није било ђака, али су Немци ухапсили два професора и два послужитеља, док је Павловић ухапшен, код куће, у тренутку кад је полазио на посао. Заједно са више хиљада грађана, и школске омладине, међу којима је било професора и ђака, његове и других школа, био је смештен у топовским шупама, где су провели дан и ноћ. Квислиншка власт настојала је да Павловића, као угледну личност, придобије за сарадњу. Приликом одвођења на стрељање, пришао му је Марисав Петровић, организатор љотићевог Збора у Крагујевцу, који га је поново оптужио за васпитавање генерација комуниста и подсетио га да му од њега зависи живот. Према сведочењу преживелих сведока, Павловић је на његове речи одгворио „да ако му од њега живот зависи, да му такав живот не треба”. Стрељан је са ђацима, професорима и осталим грађанима Крагујевца, приликом масовног стрељања у Шумарицама 21. октобра 1941. године.
За учешће у Првом светском рату, као и свој друштвени рад награђен је са више одликовања — Орденом белог орла са мачевима, Златне и Сребрне медаље за ревносну службу, Орденом Светог Саве петог, четвртог и трећег реда, као и Албанске споменице. Указом председника ФНР Југославије Јосипа Броза Тита 27. новембра 1953. простхумно је одликован Орденом народног хероја.
По њему је названа Специјална основна школа „Милоје Павловић”.

## Галерија
- Спомен-биста у Крагујевцу
- Спомен-биста у Крагујевцу
- Орден белог орла са мачевима
- Албанска споменица
- Орден народног хероја